# Nickendes Pohlmoos
Das  Nickende Pohlmoos (Pohlia nutans) ist ein parözisches, verbreitetes aber nicht häufiges Moos, das in lockeren bis dichten, grünen bis gelblich-grünen, etwas glänzenden, bis 2 cm hohen Rasen wächst. Es fruchtet im Frühjahr und Sommer und ist regelmäßig mit Kapseln zu finden.

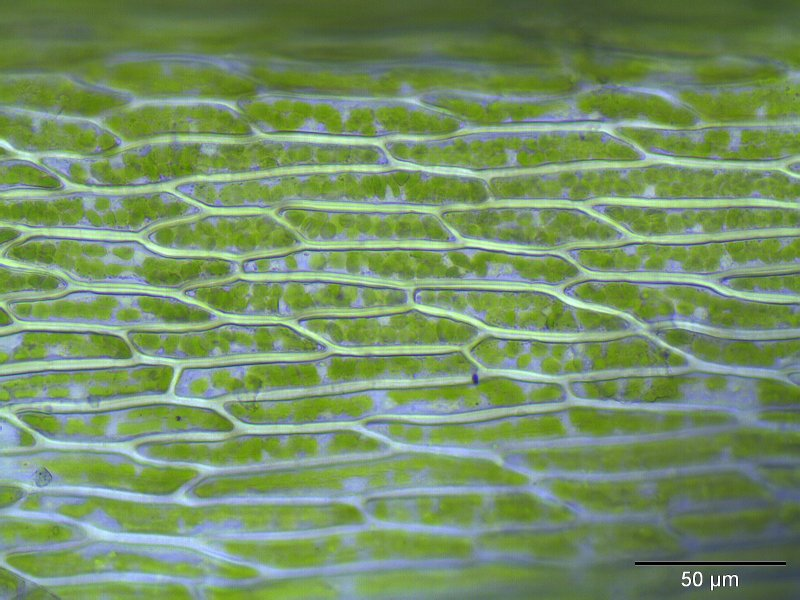
Laminazellen, Vergrößerung: 400x

## Erkennungsmerkmale
Das Nickende Pohlmoos bildet wurzelfilzige Stängel aus, die am Grunde rotbraun gefärbt sind. Die bis 4 mm großen Blätter stehen aufrecht am Stängel, sind allmählich bis scharf zugespitzt, eilanzettlich geformt und trocken verbogen. Die an der Spitze stehenden Schopfblätter sind nicht selten dachziegelig anliegend und an der Spitze leicht gesägt. Der Blattrand ist meist bis über die Hälfte schwach umgeschlagen. Die gegenüber Bryum deutlich längeren Laminazellen sind etwa 6× so lang wie breit, verlängert rhombisch geformt etwa 100 µm lang und 8 bis 16 µm breit. An der Spitze des Blattes sind die Zellen linealisch geformt, am Grunde sind sie breiter und weisen verdickte Zellwände auf. Die Blattrippe ist kräftig entwickelt, rotbraun gefärbt und endet vor der Spitze. Die rotbraune, bis 5 cm lange Seta ist trocken etwas verdreht. Die gelblich bis rotbraune Kapsel ist nickend bis hängend und oval bis eilänglich geformt. Der kegelartige Kapseldeckel hat eine kleine Spitze. Das äußere Peristom ist fein papillös, hellgelb gefärbt und gesäumt. Das innere Peristom ist hyalin. Die papillösen Sporen erreichen einen Durchmesser von etwa 15 bis 28 µm.

## Vorkommen
Das Nickende Pohlmoos besiedelt kalkarme, etwas basenhaltige, halbschattige bis schattige, trockene bis feuchte, mäßig nährstoffreiche Standorte auf lehmiger, sandiger oder humoser Erde. Nicht selten ist es auch auf Torf, morschem Holz, übererdetem Fels oder auf Ziegeldächern zu finden. Es ist ein typisches Charaktermoos der kalkarmen Wälder und kommt häufig auch an Waldwegböschungen und in Hochmooren vor. Typische Begleitmoose sind Hypnum cupressiforme, Plagiothecium spp., Dicranum scoparium, Dicranella heteromalla und Polytrichum formosum. Das Moos besitzt eine überwiegend circumpolare Verbreitung in den gemäßigten bis subarktischen Regionen.